# 键合异构
键合异构是配位化合物结构异构的一种形式，配体通过不同的配位原子与中心原子配位。生成的配合物称为键合异构体，配体称为两可配体。 

## 历史
首先制得的键合异构体是[Co(NH3)5(NO2)]Cl2，制得的两种该钴配合物具有不同的物理性质。红色异构体中亚硝酸根以氮原子配位，黄色异构体中亚硝酸根则以一个氧原子配位，写为[Co(NH3)5(ONO)]2+。进一步的实验表明，在紫外线照射下，红色的异构体会自发转变为黄色的异构体。
虽然键合异构现象早在十九世纪晚期就已经发现，但直到1907年才对该现象做出解释。

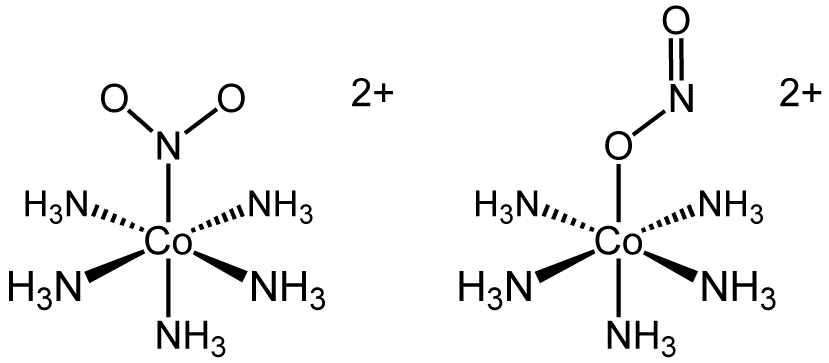
[Co(NH_{3})_{5}(NO_{2})]^{2+}的两种键合异构体。

## 配体
以下配体的配合物常会产生键合异构体：
- 硫氰酸根离子—SCN−，分别称为“硫氰酸根”和“异硫氰酸根”
- 硒氰酸根离子—SeCN−，类似硫氰酸根
- 亚硝酸根离子—NO2−，以氮配位称“硝基”，以氧配位称“亚硝酸根”
- 亚硫酸根离子—SO32−
- 氰离子—CN−

典型的键合异构体如紫色的[(NH3)5Co-SCN]2+及橙黄色的[(NH3)5Co-NCS]2+。硫配位的化合物与氮配位的化合物之间存在互变，且异构化反应是分子内的。